# Liekė
Liekė je říčka 1. řádu ve střední Litvě v okresech Šakiai a Kaunas, levý přítok Němenu. Většina toku je v okrese Šakiai, jen malá část dolního toku tvoří hranici mezi těmito okresy a ještě menší část je na území okresu Kaunas. Pramení v lese Gerdžių miškas, jihozápadně od vsi Jančiai. Klikatí se v celkovém směru východoseverovýchodním. U vsi Zizai protéká rybníkem Zizų tvenkinys. Před soutokem s potokem Liekaitis protéká dvěma malými rybníčky. Do řeky Němen se vlévá 182,4 km od jeho ústí do Kuršského zálivu Baltského moře. V blízkosti soutoku s Němenem jsou dvě hradiště: Šėtijų piliakalnis a Jadagonių piliakalnis. Průměrný spád je 2,67 cm/km. Šířka koryta je 3 - 6 m. Plocha povodí je 54,1 km². Úsek erozního údolí dolního toku od Zizů až do ústí spadá do geomorfologické přírodní rezervace Liekės geomorfologinis draustinis.

## Přítoky
- Levé:

| Hydrologické pořadí | Řeka          | Délka (km) | Povodí (km²) | Vzdálenost od ústí (km) | Ústí kde   | Koordináty ústí                  |
| ------------------- | ------------- | ---------- | ------------ | ----------------------- | ---------- | -------------------------------- |
|                     | Ruzgys        |            |              |                         | Lekėčiai   | 54°59′10″ s. š., 23°31′15″ v. d. |
|                     | Buidupis      |            |              |                         | Zizai      | 54°59′46″ s. š., 23°32′20″ v. d. |
|                     | Užliekis      |            |              |                         | Jagadoniai | 54°59′59″ s. š., 23°33′27″ v. d. |
|                     | Šėtijų upelis |            |              |                         | Jagadoniai | 54°59′57″ s. š., 23°33′59″ v. d. |

- Pravé:

| Hydrologické pořadí | Řeka                     | Délka (km) | Povodí (km²) | Vzdálenost od ústí (km) | Ústí kde   | Koordináty ústí                  |
| ------------------- | ------------------------ | ---------- | ------------ | ----------------------- | ---------- | -------------------------------- |
| 10011761            | Liekaitis                | 4,0        | 9,3          | 9,7                     | Lekėčiai   | 54°58′46″ s. š., 23°28′22″ v. d. |
|                     | Vincentupis              |            |              |                         | Lekėčiai   | 54°58′52″ s. š., 23°30′ v. d.    |
| 10011762            | Molupis                  | 2,4        | 2,0          | 6,2                     | Lekėčiai   | 54°59′6″ s. š., 23°31′ v. d.     |
| 10011763            | Rūdupis neboli Rūdynupis | 2,2        | 2,6          | 5,4                     | Zizai      | 54°59′15″ s. š., 23°31′39″ v. d. |
|                     | Aisučio upelis           |            |              |                         | Zizai      | 54°59′50″ s. š., 23°32′51″ v. d. |
| 10011764            | Palendris                | 2,6        | 2,1          | 0,8                     | Jagadoniai | 55°0′5″ s. š., 23°34′54″ v. d.   |